# Cilember
Cilember est une commune indonésienne du  Java occidental, département du Bogor, canton de Cisarua.